# Еллен ван Ланген
Еллен Гезіна Марія ван Ланген (нід. Ellen Gezina Maria van Langen; нар. 9 лютого 1966, Олдензал, Нідерланди) — нідерландська легкоатлетка, що спеціалізується на бігу на середні дистанції, олімпійська чемпіонка 1992 року.

## Кар'єра
| Рік                    | Змагання                      | Місто                  | Місце                  | Дисципліна             | Примітки               |
| Представник Нідерланди | Представник Нідерланди        | Представник Нідерланди | Представник Нідерланди | Представник Нідерланди | Представник Нідерланди |
| ---------------------- | ----------------------------- | ---------------------- | ---------------------- | ---------------------- | ---------------------- |
| 1990                   | Чемпіонат Європи              | Спліт, Югославія       | 4                      | 800 метрів             | 1:57.57                |
| 1991                   | Чемпіонат світу               | Токіо, Японія          | 4 (забіги)             | 800 vетрів             | 2:02.02                |
| 1992                   | Олімпійські ігри              | Барселона, Іспанія     | 1                      | 800 метрів             | 1:55.54                |
| 1995                   | Чемпіонат світу               | Гетеборг, Швеція       | 6                      | 800 метрів             | 1:58.98                |
| 1998                   | Чемпіонат Європи в приміщенні | Валенсія, Іспанія      | —                      | 800 метрів             | DNS                    |